# Rosyjska sotnia UPA
Rosyjska sotnia UPA – sotnia Ukraińskiej Powstańczej Armii złożona z Rosjan, powstała w 1943 w Okręgu Wojskowym UPA „Zahrawa”.
Oddział brał udział w walkach z wojskami niemieckimi. Twórcą oddziału, jak i inicjatorem tworzenia innych międzynarodowych oddziałów UPA był dawny oficer Armii Czerwonej – Dmytro Karpienko „Jastrub”.